# Lutnia Wileńska

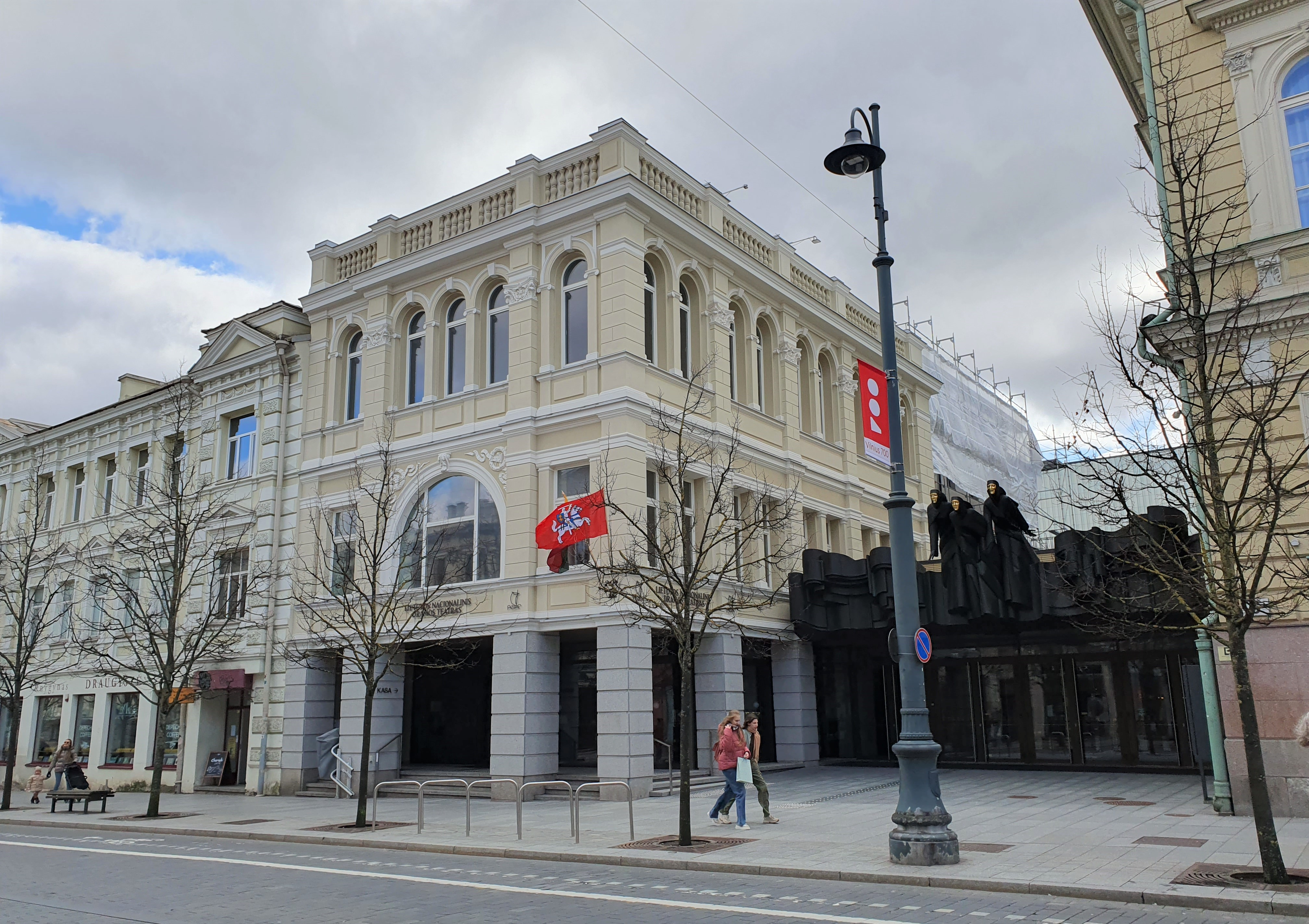
Gmach Litewskiego Narodowego Teatru Dramatycznego przy alei Giedymina w Wilnie – siedziba "Lutni Wileńskiej" od 1910 roku

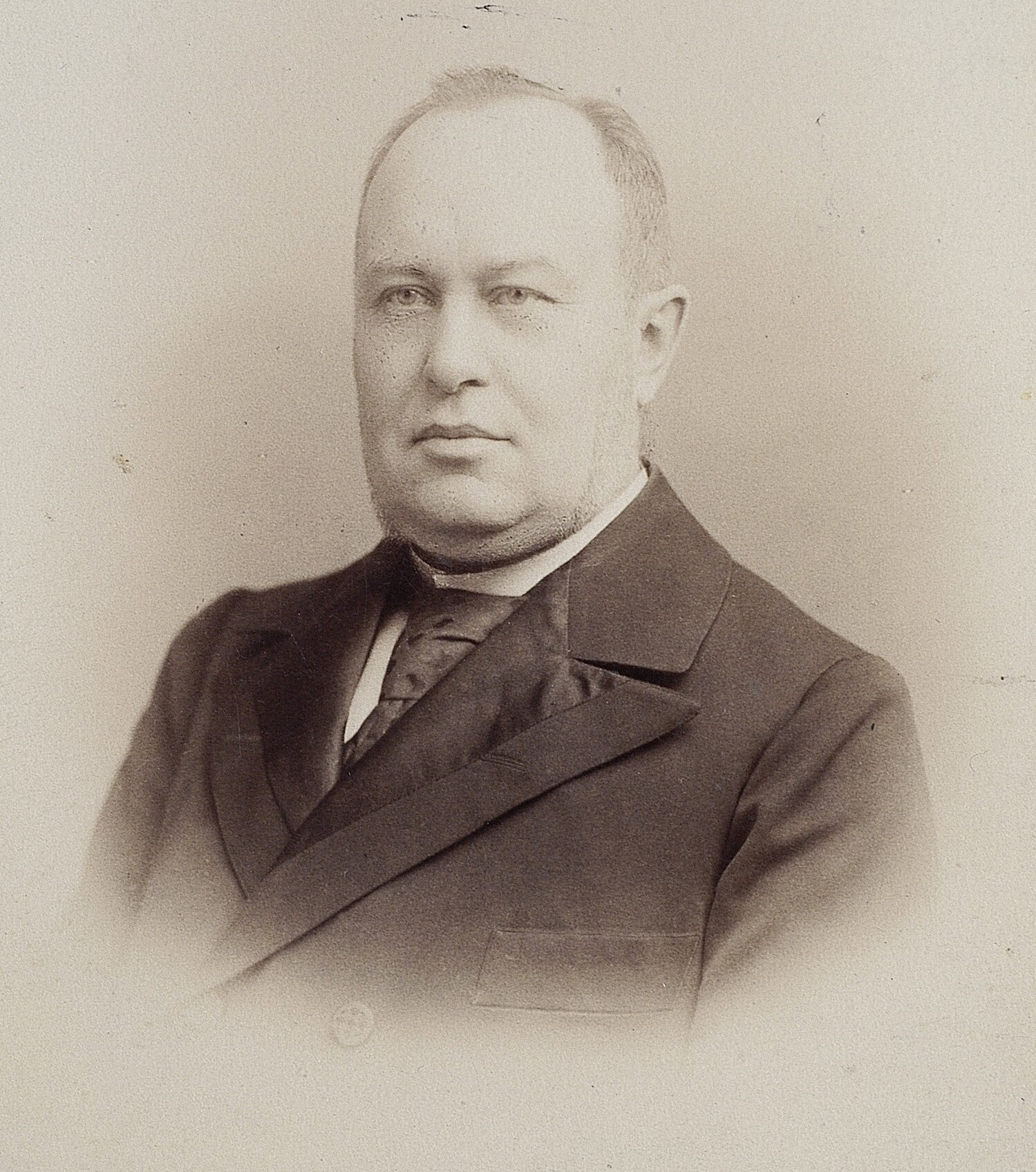
Józef Montwiłł – fundator, założyciel i pierwszy przewodniczący "Lutni Wileńskiej"

Towarzystwo Muzyczne i Polski Teatr "Lutnia Wileńska" – polska organizacja kulturalna, działająca w Wilnie w latach 1905–1920.

## Rys historyczny
Towarzystwo Muzyczne i Polski Teatr "Lutnia Wileńska" zostały założone 24 września 1905 roku w Wilnie, po uzyskaniu zgody cywilnego gubernatora Wilna, Konstantego von Pahlena. Inicjatorem powstania był kierownik chóru męskiego Alojzy Perzanowski, natomiast założycielem, fundatorem i pierwszym przewodniczącym – Józef Montwiłł.
Działalność Towarzystwa skupiała się wokół popularyzowania polskiej kultury literackiej, muzycznej oraz teatralnej. Początkowo posiadało ono jedynie sekcję wokalno-muzyczną, której debiutancki występ odbył się w 1906 roku. Kolejną z powstałych sekcji była literacko-dramatyczna, która z czasem przekształciła się w teatr amatorski. Rozpoczęto organizowanie Wieczorów Słowa, poświęconych polskim literatom. W 1907 utworzono orkiestrę (Wileńska Orkiestra Symfoniczna), która w 1908 roku wystąpiła z koncertem dzieł Fryderyka Chopina. Organizowano również wystawa malarstwa polskiego oraz odczyty naukowe.
W 1908 roku z Towarzystwa odeszli dwaj założyciele – Józef Montwiłł i Alojzy Perzanowski. Kierownictwo "Lutni" objął hrabia Józef O’Rourke. W 1910 roku kierownictwo sekcji muzycznej "Lutni" objął Adam Wyleżyński. Organizacja przeniosła się również do gmachu przy ówczesnym Prospekcie Świętojerskim, mieszczącego dziś Litewski Narodowy Teatr Dramatyczny. Zaczęto realizować coraz ambitniejsze projekty artystyczne: w 1911 roku wystawiono operetkę Loteria Stanisława Moniuszki, a w 1913 roku – operę Powrót taty Henryka Jareckiego, w której partię solową wykonał Stanisław Bogucki.
Z chwilą wybuchu I wojny światowej Józef O’Rourke jako były oficer carski został powołany do wojska (zginął rok później). Przewodniczenie Towarzystwu przejął Ludwik Fuks. Regularną działalność "Lutnia" prowadziła do 1916 roku, kiedy to część jej członków została ewakuowana w głąb Rosji. Sezon 1916/1917 cechował zastój spowodowany brakiem aktorów oraz repertuaru. Sytuacja poprawiła się w 1918 roku. Wznowiono działalność teatralną oraz koncertową, zorganizowano wieczory kameralne. W grudniu tegoż roku władze Towarzystwa podjęły decyzję o powołaniu szkoły dramatycznej.
Po zakończeniu wojny i przekazaniu Wilna Litwie, Towarzystwo zawiesiło działalność. Działał natomiast oparty na członkach "Lutni" Państwowy Polski Teatr Artystyczny pod kierownictwem Zbigniewa Śmiałowskiego, który w latach 1919–1920 grał przedstawienia dramaturgów polskich (m.in. Lucjana Rydla, Stanisława Wyspiańskiego, Gabrieli Zapolskiej). Po włączeniu Litwy Środkowej do Polski w 1920 roku, Towarzystwo wznowiło działalność. Prowadziło m.in. Konserwatorium Muzyczne w Wilnie. Kres jego znaczenia jako samodzielnej organizacji nadszedł wraz z przybyciem do Wilna Franciszka Rychłowskiego, który skupił w swoich rękach dyrekcję czterech tamtejszych scen teatralnych: prowadzonego przez "Lutnię" Teatru Dramatycznego, Teatru Powszechnego działającego w wileńskim Ratuszu, Teatru Letniego w Ogrodzie Bernardyńskim oraz Teatru Śpiewnego na Pohulance. Na bazie dawnego zespołu Towarzystwa powstał zawodowy teatr, będący w okresie międzywojennym największą konkurencją dla wileńskiego zespołu Reduty, który działał do 1941 roku.